# Petrov nad Desnou
Petrov nad Desnou (en allemand : Petersdorf an der Tess) est une commune du district de Šumperk, dans la région d'Olomouc, en Tchéquie. Sa population s'élevait à 1 223 habitants en 2023.

## Géographie
Petrov nad Desnou est arrosée par la Desná et la Merta, et se trouve à 7 km au nord-est de Šumperk, à 49 km au nord-nord-ouest d'Olomouc, à 90 km à l'ouest-nord-ouest d'Ostrava et à 187 km à l'est de Prague.
La commune est limitée par Velké Losiny au nord, par Sobotín à l'est, par Vikýřovice au sud, et par Rapotín à l'ouest.

## Histoire
La première mention écrite de la localité date de 1391. De 1980 à 2009, Petrov nad Desnou faisait partie de la commune de Sobotín. Depuis le 1er janvier 2010, Petrov nad Desnou constitue une commune séparée, qui comprend le village de Petrov nad Desnou et le hameau de Terezin.

## Transports
Par la route, Petrov nad Desnou se trouve à 7 km de Šumperk, à 65 km d'Olomouc et à 223 km de Prague.